# Кладбище Рахумяэ
Кла́дбище Ра́хумяэ (эст. Rahumäe kalmistu) — таллинский городской некрополь, находится в микрорайоне Рахумяэ (улица Рахумяэ, 8A). Действующее кладбище.

## История
Образовано в 1903 году на песчаной пустынной территории неподалеку от современного городского района Мустамяэ.
Кладбище было названо Рахумяэ (эст. rahu — мир, покой, успокоение; mägi — гора), со временем так стала именоваться и окружающая кладбище местность.
На кладбище были выделены отдельные участки для различных городских приходов (наибольший — для прихода церкви Яани, наполовину меньше — для прихода церкви Каарли, два небольших — для баптистского прихода и прихода церкви Пюхавайму), концессий и организаций, например, для существовавшего в 1920-х годах Таллинского общества пожарных, для сотрудников киностудии «Таллинфильм». В 1909 году выделен участок под еврейское кладбище.
20 октября 1905 года в братской могиле на кладбище были похоронены тела погибших во время расстрела народного собрания 16 октября на Новом рынке Таллина. На могиле жертв теперь стоит символическое «колесо времени» работы скульптора Юхана Раудсеппа.
В 1913 году на кладбище была возведена часовня прихода Каарли (архитектор Антон Уэссон), по формам напоминающая приходскую церковь Каарли, а в 1932 году — более современное здание часовни прихода Пюхавайму (архитектор Эльмар Лохк).
Кладбище с трёх сторон было ограждено стеной, на оставшейся части устроили живую изгородь. Места для захоронения покупались. В 1940 году, с установлением Советской власти, кладбище стало государственным.
Здесь похоронены сестра писателя А. Х. Таммсааре — Анете, второй погибший за Эстонскую республику военный Йоханн Муйшник (нем. Johann Muischneek, он же латыш. Jānis Muižnieks), мать писателя Эдуарда Вильде — Леэну и многие другие известные в Эстонии личности.
Многие надгробные памятники на кладбище выполнены известными скульпторами и аритекторами (Юхан Раудсепп, Яан Коорт, Гарибальди Поммер, Герман Халисте, Александр Владовский, Карл Люйс, Антон Старкопф и др.) и представляют художественную ценность.

## Известные захоронения
См. категорию Похороненные на кладбище Рахумяэ
- Владимир Беэкман (1929—2009), эстонский писатель, переводчик и общественный деятель.
- Пауль Бурман (1888—1934), художник.
- Якоб Вестхольм (1877—1935), педагог.
- Эдуард Вирго (1878—1938), дипломат.
- Гуннар Грапс (1951—2004), певец.
- Яан Кийвит-младший (1940—2005), архиепископ эстонской евангелическо-лютеранской церкви в 1994—2005.
- Вильгельмина Клементи (1904—1929), эстонская революционерка.
- Александр Клумберг (1899—1958), эстонский легкоатлет, призёр Олимпийских игр в Париже (1924).
- Яан Коорт (1883—1935), скульптор.
- Яан Креукс (1891—1923), один из основателей и руководителей комсомола Эстонии, член коммунистической партии Эстонии.
- Яан Кросс (1920—2007), писатель.
- Август Ласс (1903—1962), эстонский футболист.
- Константин Мярска (1896—1951), кинорежиссёр.
- Яан Окс (1884—1918), писатель.
- Артур Перна (1881—1940), архитектор.
- Пауль Рауд (1865—1930), художник.
- Юлиус Сельяма (1883—1936), журналист, политик и дипломат, член Эстонского парламента.
- Кальмер Тенносаар (1928—2004), эстонский диктор телевидения и певец.